# سالی گراناتستاین

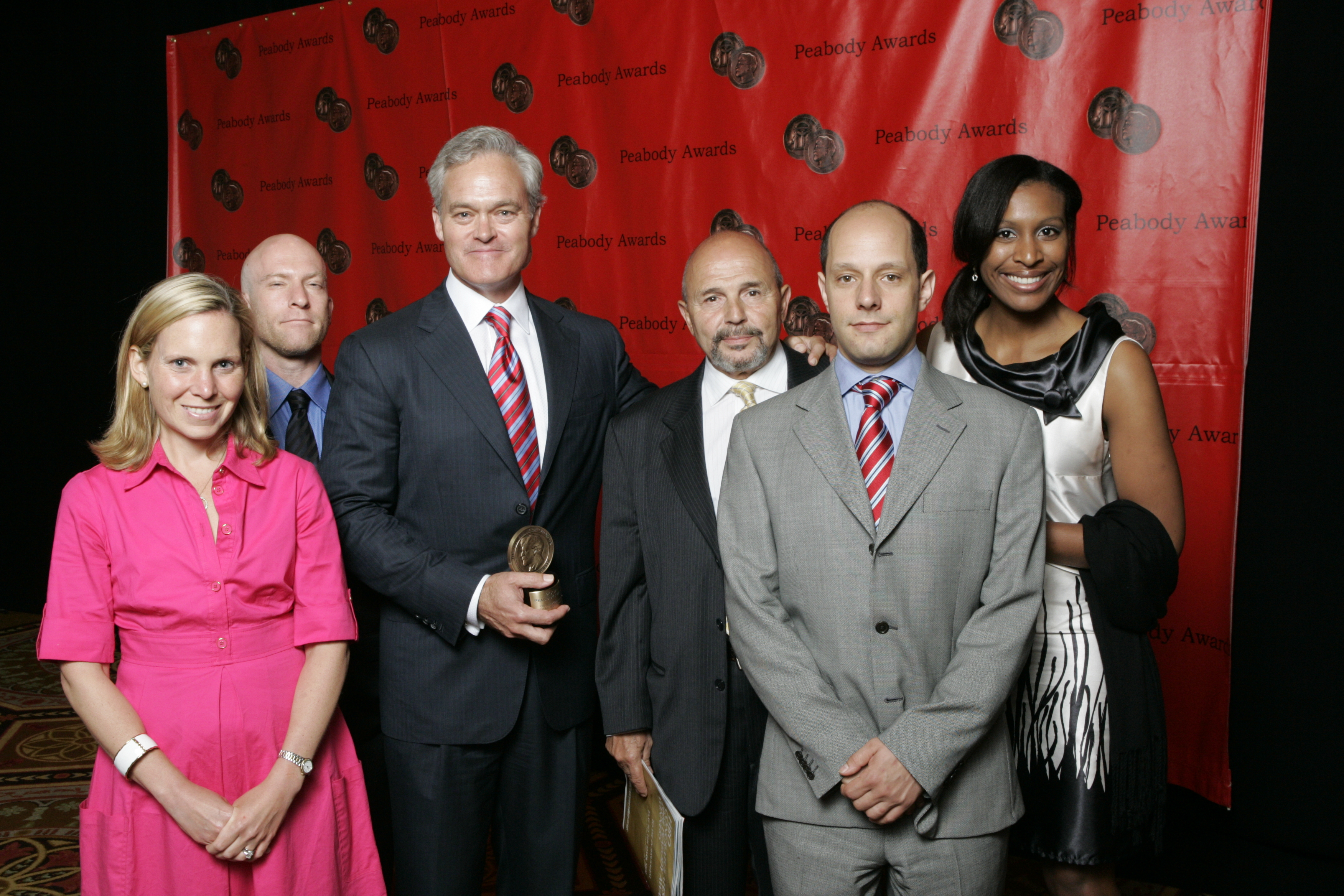
کاترین هریک، سالی گراناتستاین، اسکات پلی، اندی سوتو، شاون افران ونیکول یانگ، هفتمین سالگرد پیروزی جوایز پیبادی در هتل والودورف آستوریا

سالی گراناتستاین (انگلیسی: Solly Granatstein؛ زادهٔ) تهیه‌کننده تلویزیونی اهل ایالات متحده آمریکا است. او یک تهیه‌کننده و کارگران برنامه‌های تلویزیونی است. سابقاً در برنامه ۶۰ دقیقه بخش خبری ان‌بی‌سی و ای‌بی‌سی نیوز مجری بود. او در کنار لوسیان رید و ریچارد رولی تولیدکننده برنامه «آمریکای تقسیم شده»، و یک مجموعه مستند دربارهٔ نابرابری، و مجری تولید سالهای زندگی خطرناک فصل یک است. او تا کنون برنده یازده جوایز امی شده است، علاوه بر این چهار بار برنده جایزه روزنامه‌نگار تحقیق‌گر و همچنین جایزه پیبادی، یک جایزه دوپونت و دو جایزه پولک‌س شده‌است. گراناتستاین همچنین یک فیلم‌نامه‌نویس است. او با وینس بسی‌یر فیلم آنتونیو بزرگ را که بزودی رو اکران سینما خواهد رفت را نوشته‌است. این فیلم توسط استیون سودبرگ و توسط کمپانی برادران وارنر ساخته شده‌است.

## تحصیلات
سالی گراناتستاین در سال ۱۹۹۴ در رشته روزنامه‌نگاری از دانشگاه کلمبیا فارغ‌التحصیل شد و در سال ۲۰۱۶ جایزه فارغ التحصیلان را از این دانشگاه دریافت کرد.

## جوایز
- ۲۰۰۶ و ۲۰۰۹ جایزه امی برای "دریای کولی‌ها، «پس‌لرزه» و «سرزمین بایر»[۵]
- ۲۰۰۸ و ۲۰۰۹ جایزه روزنامه‌نگاران و ویرایشگران برای «مرگ تیموتی ساندرز»[۶] و «سرزمین بایر»
- ۲۰۰۸ و ۲۰۰۷ جایزه جرج فاستر پیبادی، برای «قتل در حدیثه»
- ۲۰۱۰ جایزه جورج پولک برای «سرزمین بایر»[۷][۸]